# Cerebralt höghöjdsödem
Cerebralt höghöjdsödem, vanligen förkortat HACE (från engelskans high-altitude cerebral edema), är en allvarlig form av höjdsjuka som i många fall är dödlig. Som namnet antyder så är det hjärnan (cerebrum) som svullnar upp vilket leder till de ofta allvarliga komplikationerna.

## Statistik
Det finns inga konkreta siffror på hur många som drabbas av HACE. Ha i åtanke att många av dem som bestiger höga höjder kommer från länder där man inte har den medicinska kunskapen som vi har i västvärlden. Symtomen för HACE är allmänna och differentialdiagnoser kan vara vanligt förekommande. Himalaya är till exempel populärt bland pilgrimer från fattigare delar av Nepal och Indien. Här finns självklart ett stort mörkertal då det gäller antal konstaterade fall av HACE.  Enligt vissa studier uppskattas att 1-2% av dem som bestiger höjder över 4 500 meter drabbas av HACE. Detta är som sagt en uppskattad siffra, men den kan ändå ge en någorlunda uppfattning om hur många som drabbas av sjukdomen.  
Studier om sjukdomen visar ett entydigt svar att HACE är vanligare på hög höjd även om det finns dokumenterade fall av HACE ner till 2 100 meter. Vanligast är att HACE drabbar de som inte har hunnit anpassa sig till den nya höjden och bestiger berget under en förhållandevis kort tid. Sålunda är det mindre vanligt att personer som bor på hög höjd drabbas av HACE. Ytterligare en förklaring är att HACE har en genetisk koppling och att de personer med anlag för HACE och är boende på hög höjd, enligt det naturliga urvalet och naturens gång, har selekterats bort beroende på att HACE obehandlad ofta leder till döden. Det är få studier som har gjorts angående genetiken.  Det finns emellertid ett antal studier som tyder på en genetisk koppling.  
Det finns studier som hävdar att kvinnor löper större risk att drabbas av HACE än män och ett något mindre antal studier som hävdar motsatsen. Orsaken till att kvinnan tros ha större risk än mannen är inte klarlagda. Antagligen är det hormonbetingat, vilket stärks genom tesen att gravida kvinnor tros löpa större risk att drabbas av HACE i allmänhet och höghöjdsjuka i synnerhet. Det finns experter på området som rekommenderar gravida kvinnor att inte vistas på högre höjder än 2 500 meter. När det gäller barn är det även där brist på studier eftersom barn sällan vistas på dessa höga höjder. (10) Varken högt blodtryck eller övervikt tros ge en ökad risk att utveckla HACE.
Många forskare hävdar att HACE är relaterat till Akut höjdsjuka (AMS). Där HACE anses vara den mest extrema delen av AMS. HACE uppträder ibland tillsammans med HAPE. Ungefär 10-15% av de med HAPE har HACE. I de få fall där obduktion har gjorts har det visats sig att framförallt HACE har varit dödsorsaken och inte HAPE.

## Symtom
Klassiska symtom på HACE är papillödem, oförmåga till koordination av muskelrörelser, sinnesförändring, förvirring och även visuella hallucinationer. De tre förstnämnda anses vara de mest förekommande. Obehandlad HACE kan leda till koma och slutligen till döden. Ofta är det svårt att veta om det verkligen är HACE symtomen beror på vilket antydes tidigare. Symtomen är förhållandevis ospecifika och kan lätt förväxlas med utmattning, dehydrering, migrän eller för mycket alkohol. Andra orsaker till symtomen kan vara hjärntumör eller droger Detta kan vara ett problem på lägre höjder där HACE är förhållandevis ovanligt.
Även de klassiska symtomen för AMS gäller för HACE, såsom huvudvärk, kräkningar, sömnsvårigheter och trötthet.
Från de första symtomen på HACE tar det omkring 1-3 dagar innan man hamnar i koma. Det finns dokumenterade fall där personer hamnat i koma efter endast 12h.

## Behandling och prevention
Behandlingen består av, som vid AMS och HAPE, att få ner personen till en lägre höjd och ge syrgas.  Det farmaka som nämns flitigast i de internationella forskningsstudierna är Dexametason. I svenska FASS finns det tre mediciner som innehåller denna substans varav en används mot hjärnödem, det är Dexacortal ® (Organon). Andra mediciner som nämns i samband med hjärnödem i FASS är Betapred (Swedish Orphan) och Mannitol Fresenius Kabi (Fresenius Kabi). Den sistnämnda, för att ta ett exempel, är en osmotiskt dieuretisk vätska vilken är klart hyperton (jfr osmolaritet ca 930 mosm/kg) vilket gör att den har den egenskapen att den kan dra ur vattnet ur hjärnan. 
En annan medicin man kan tänka sig i dessa sammanhang är Rescueflow® (BioPhasia), vilken är hyperton och kolloidosmotiskt verksam. Medicinen innehåller åtta gånger högre koncentration koksalt än en fysiologisk koksaltlösning. Eftersom både Na+ och Cl- är osmotiskt aktiva mot blodhjärnbarriären leder detta till ett mildrande av hjärnödem.
Jämfört med andra höjdrelaterade sjukdomar, AMS och HAPE, är tillfrisknadstiden generellt längre för HACE. Forskarna är eniga om att det är oerhört viktigt att börja behandlingen av HACE så fort som möjligt för att nå ett tillfrisknande.
I förebyggande syfte kan man ta dels Dexametason men även Acetazolamide (som används vid behandling av AMS). Studier har visat att personer som tar denna medicin i förebyggande syfte löper mindre risk att drabbas av HACE och om de drabbas blir det ofta en mildare form av sjukdomen. Att föredra är självklart att långsamt förflytta sig till högre höjder. Siffror som att över 3 000 meter maximalt förflytta sig omkring 500 meter per dag nämns i litteraturen. Siffrorna anger höjden på den plats man sover. Med andra ord kan man gå 800 meter högre på en dag, och sedan gå ner igen 300m för att sova.